# Taubstummengasse (métro de Vienne)
Taubstummengasse (en allemand : U-Bahn-Station Taubstummengasse) est une station de la ligne U1 du métro de Vienne. Elle est située sur le territoire de Wieden IVe arrondissement, à Vienne en Autriche.
mise en service en 1978, elle est desservie par les rames qui circulent sur la ligne U1 du métro de Vienne.

## Situation sur le réseau

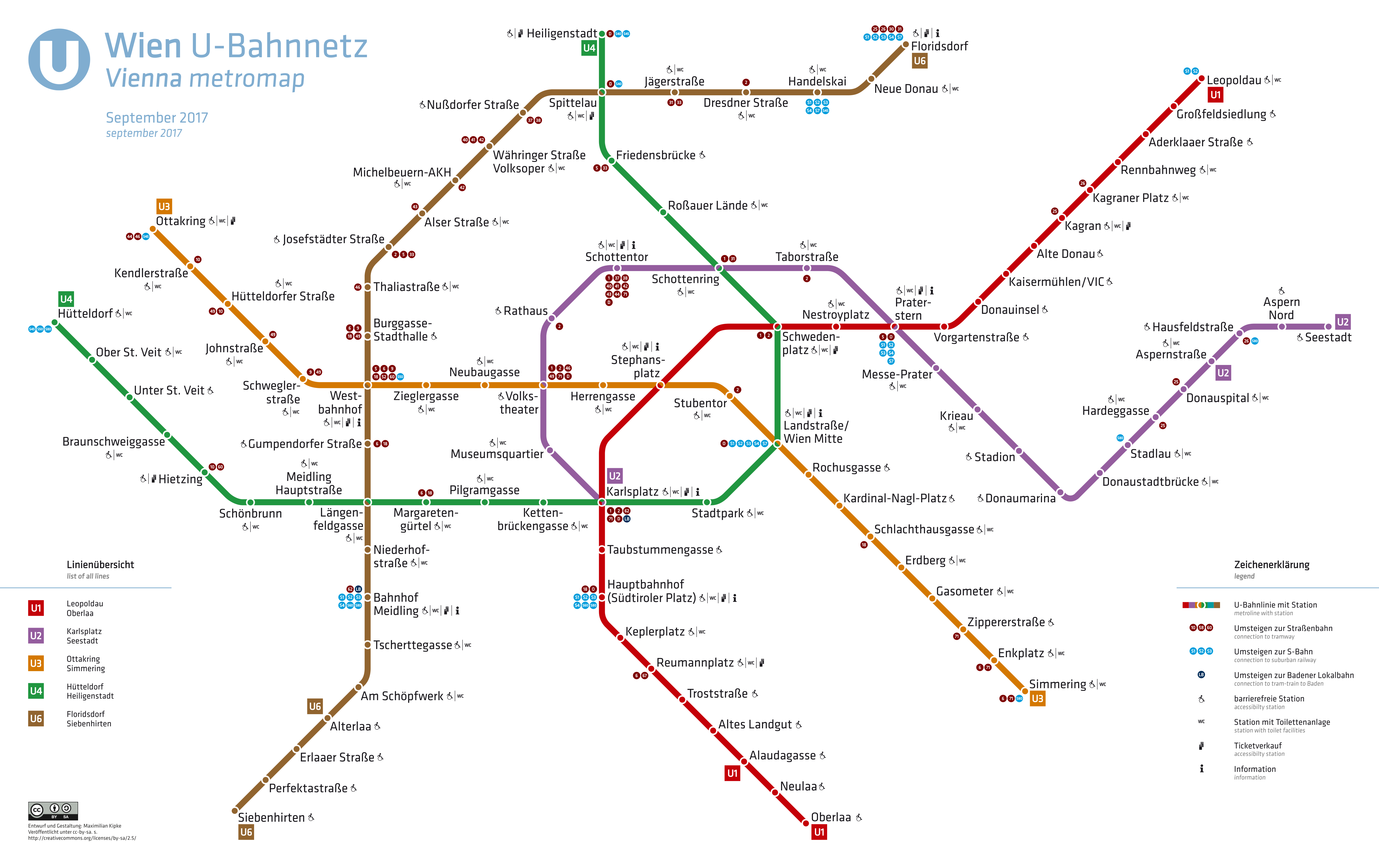
Plan du métro (2017).

Établie en souterrain, Taubstummengasse est une station de passage de la ligne U1 du métro de Vienne. Elle est située entre la station Südtiroler Platz-Hauptbahnhof, en direction du terminus sud Oberlaa, et la station Karlsplatz, en direction du terminus nord Leopoldau.
Elle dispose d'un quai central encadré par les deux voies de la ligne.

## Histoire
La station  Taubstummengasse est mise en service le 25 février 1978, lors de l'ouverture à l'exploitation de la première section de la ligne, entre Reumannplatz et Karlsplatz.

## Services aux voyageurs

### Accès et accueil

Installations
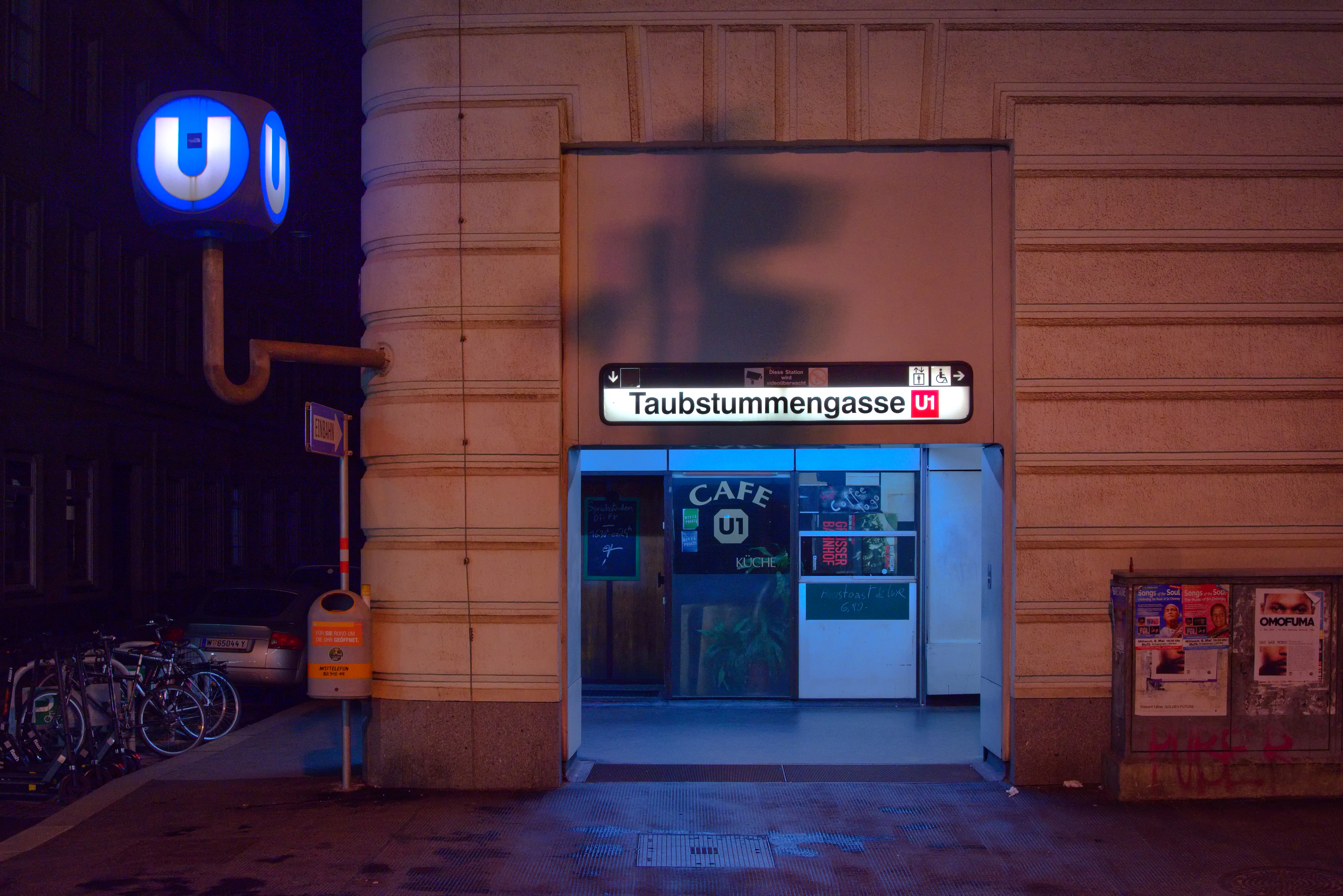
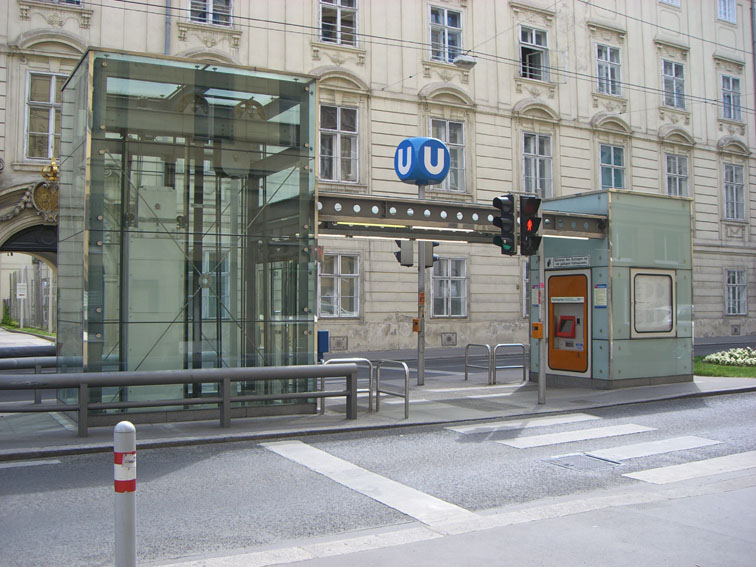
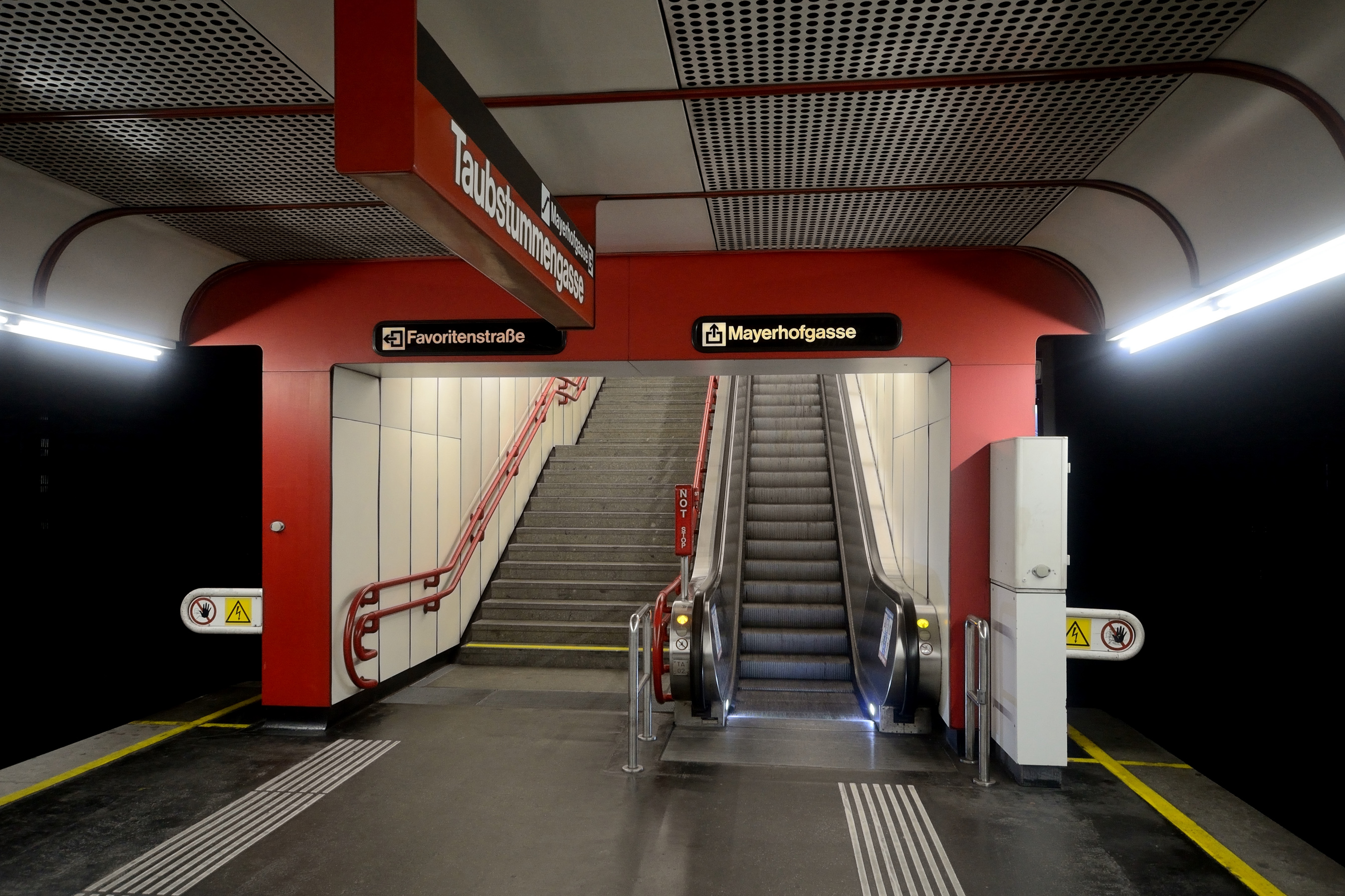

### Desserte

Installations et desserte
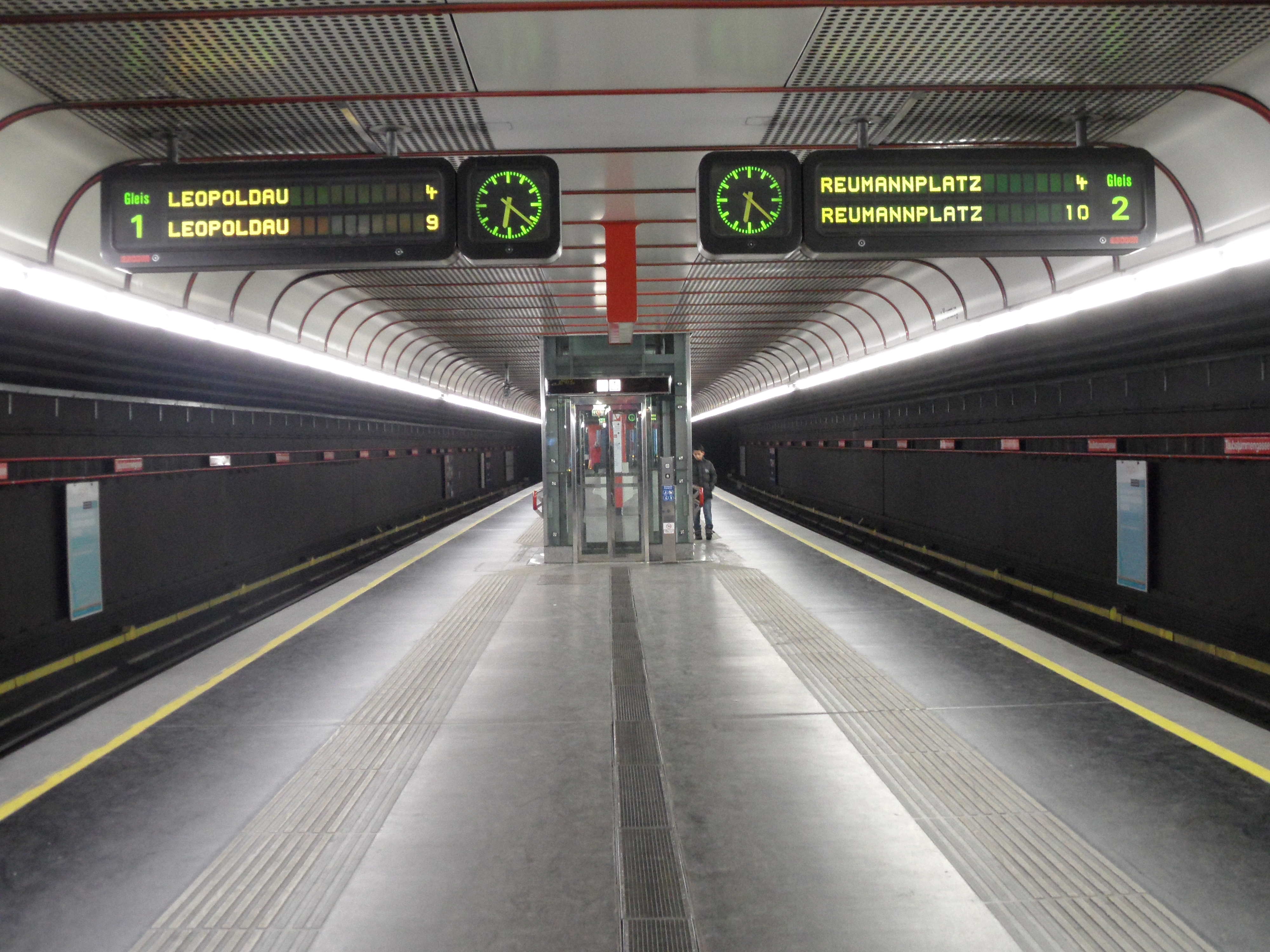
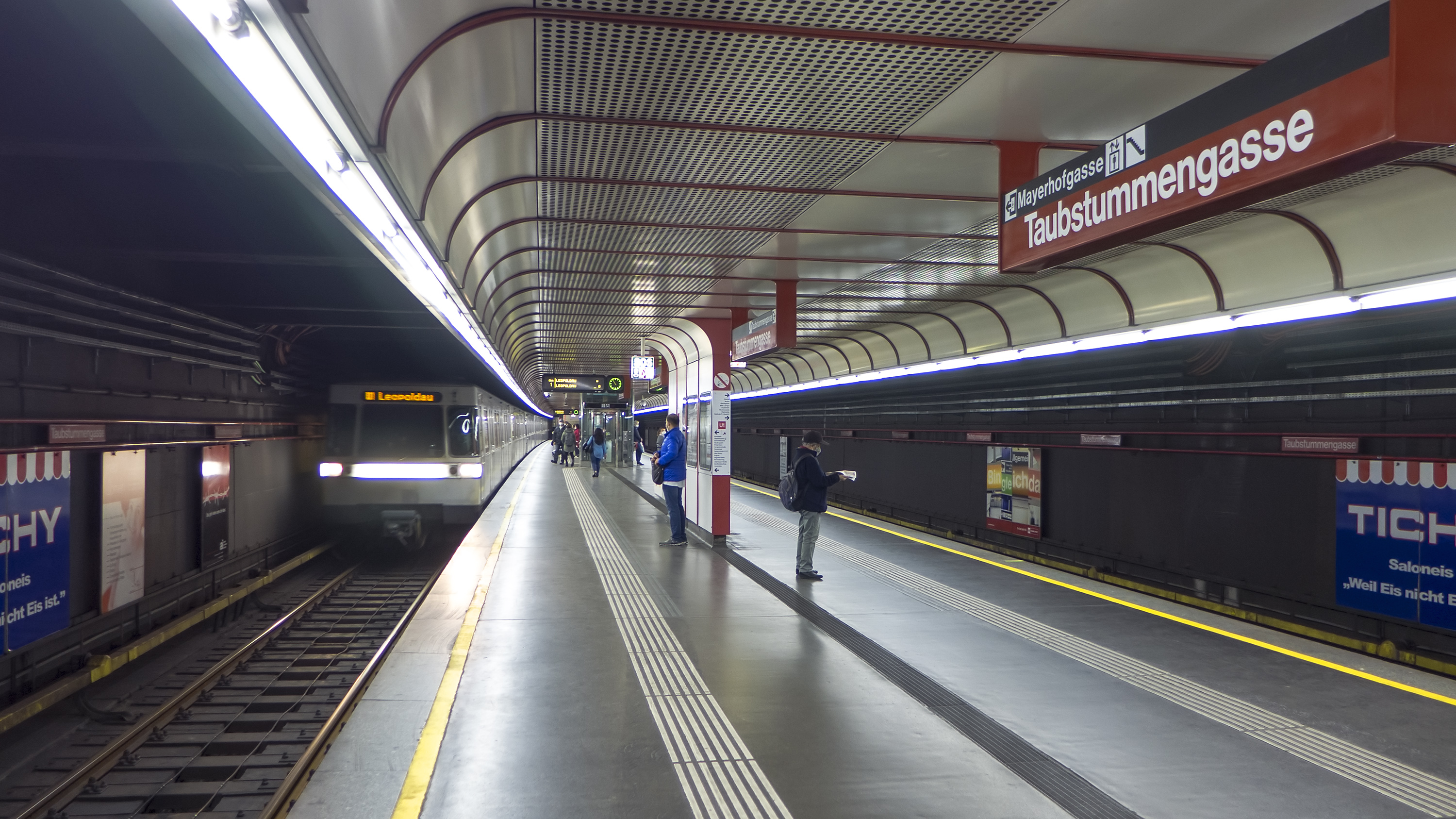
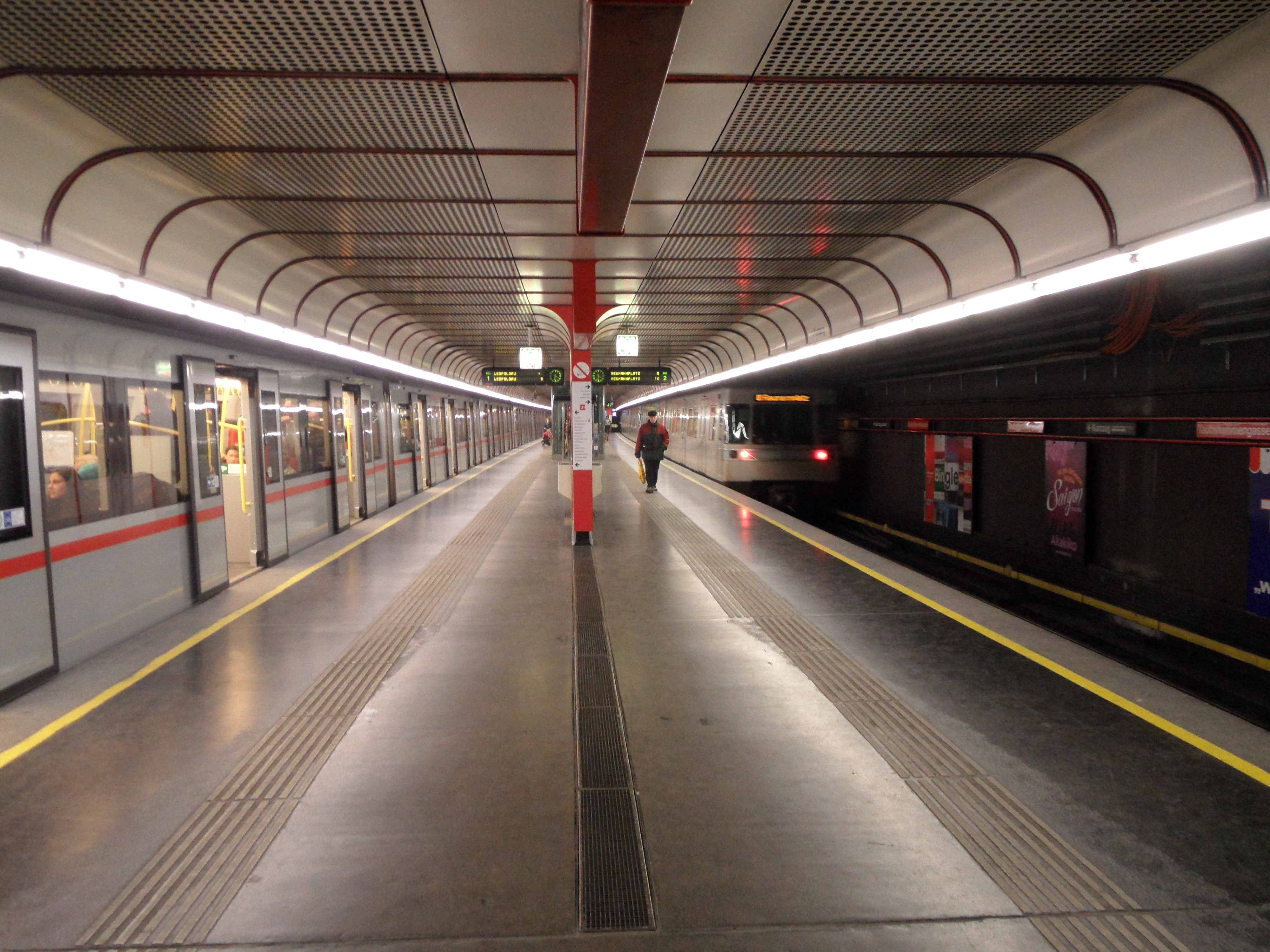